# Hans Cory
Hans Cory, OBE (* 18. März 1889 in Wien, Österreich-Ungarn, als Hans Koritschoner; † 24. April 1962 in Daressalam, Tanganjika) war ein autodidaktischer britischer Sozialanthropologe österreichischer Herkunft, Farmer und Autor mit besonderem Interesse an traditionellen Lebensformen ethnischer Gruppen im damaligen Tanganjika, heute ein Teil von Tansania. Über seine Kindheit und Jugend in Wien liegen nur spärliche Quellen vor, ebenso wie über den Lebensabschnitt vor dem Ersten Weltkrieg in Deutsch-Ostafrika.
Nachdem er den größten Teil seines Lebens in Tanganjika gelebt hatte, starb Cory im Alter von 73 Jahren in Daressalam. Seine Arbeiten aus den Jahren 1930 bis 1960 stellen wichtige frühe Studien zur Geschichte und Kultur in Tanganjika dar.

## Leben und Werk

### Frühe Jahre
Hans Koritschoner war der Sohn des Arztes Samuel Robert Koritschoner und dessen Ehefrau Rebekka Amalia Koritschoner (geb. Goldschmidt). Er war mit Lillian Koritschoner (geb. Wolff) verheiratet und soll aus einer musikalischen Familie stammen. Dem britischen Musikethnologen Hugh Tracey zufolge, mit dem er durch seine Sammlung von Musik der Sukuma und Nyamwezi in Kontakt stand, veranlassten Freuds Schriften Koritschoner dazu, sich bei seinen ethnografischen Studien in Tanganjika mit psychischen Erkrankungen und afrikanischen Therapieformen durch rituelle Tänze oder traditionelle Medizin zu beschäftigen.
Bereits vor dem Ersten Weltkrieg lebte Koritschoner im damaligen Deutsch-Ostafrika als Farmer in Morogoro-Russegwa. Nach der deutschen Niederlage wurde Tanganjika britisches Mandatsgebiet, und Koritschoner wurde in einem britischen Lager für Kriegsgefangene in Palästina inhaftiert. 1926 kehrte er nach Tanganjika zurück, betrieb eine Farm für Sisalanbau und sammelte Material für seine privaten Studien über traditionelle einheimische Lebensformen, die er bereits während des Krieges begonnen hatte.

### Studien und Veröffentlichungen
Cory sprach sowohl die Verkehrssprache Suahili als auch mehrere lokale Sprachen des Landes und hatte ein besonderes Interesse an den kulturellen Traditionen verschiedener ethnischer Gruppen, die damals „Stämme“ genannt wurden. Als autodidaktischer Sozialanthropologe sammelte Cory durch jahrzehntelange teilnehmende Beobachtungen umfangreiche ethnografische Informationen. Auf dieser Grundlage veröffentlichte er seit den 1930er Jahren zahlreiche Artikel und Bücher in englischer Sprache in namhaften Verlagen, vor allem zu Themen wie traditionellem afrikanischen Gewohnheitsrecht, lokalen Bräuchen und Riten, Geheimbünden und Hexenglaube, Essgewohnheiten und einheimischer Medizin sowie über traditionelle Musik und Initiationsriten. Seine eigenen Gedichte auf Swahili, die zum Teil auch als Tonaufnahmen im South African Music Archive zugänglich sind, veröffentlichte er 1950 in einem Band mit Illustrationen seiner Tochter.
Basierend auf Kopien von Wandmalereien aus Initiationsriten der „Snake charmer societies“ der Sukuma und Nyamwezi veröffentlichte Cory 1953 seine Sammlung von, wie er es nannte, „primitiven“ Gemälden und seine Kommentare zu ihrem Entstehungskontext, in dem Novizen die mündlich überlieferte Geschichte dieser Gesellschaften vermittelt wurde. In einer Rezension zu dieser Studie wurde Cory wie folgt zitiert:

„Diese Wandmalereien können zumindest ein wenig dazu beitragen, das Problem der besseren Verständigung zwischen Europäern und Afrikanern anzugehen. Sie zeigen, dass der Afrikaner künstlerische Fähigkeiten entwickelt, die vielleicht noch keine großen technischen Fähigkeiten aufweisen, die aber bereits ausreichend entwickelt sind, um die Existenz von vielleicht nicht auffallenden Höhen der Kunstfertigkeit, aber auf jeden Fall beträchtliche Tiefe intellektueller Durchdringung zu bezeugen.“

Von etwa 1930 bis 1950 sammelte Cory etwa 1000 ungebrannte Tonfiguren verschiedener Ethnien, die für Initiationsriten verwendet wurden, wobei diese meist als Kopien der originalen Stücke eigens für ihn angefertigt wurden, und veröffentlichte mehrere Arbeiten zu diesem Thema. Sein 1956 in London erschienenes Werk African figurines: their ceremonial use in puberty rites in Tanganyika ist diesen Tonfiguren und ihrer rituellen Funktion gewidmet. Einige dieser Stücke wurden 1994 im Katalog zur Ausstellung Tanzania – Meisterwerke afrikanischer Skulptur in einer kunsthistorischen Studie auf Deutsch und Swahili veröffentlicht. Laut der Ethnologin Elisabeth Grohs, die in den 1960er Jahren ebenfalls Initiationsriten und Tonfiguren in Tansania untersuchte, schenkte Cory die meisten dieser Figuren später dem Nationalmuseum in Daressalam.
Als „government sociologist“ führte Cory weiterhin ein Projekt für die britische Kolonialverwaltung zur Sammlung und Kodifizierung des Gewohnheitsrechts ethnischer Gruppen in Tanganjika durch, zum Beispiel der Sukuma, Nyamwezi, Haya oder Wagogo, und veröffentlichte die Ergebnisse anschließend auf Swahili für die Kolonialverwaltung. Auch nach der Unabhängigkeit des Landes Ende 1961 wurden diese Initiativen fortgesetzt, um traditionelles afrikanisches Recht in die neue nationale Rechtsordnung zu übertragen. Corys unveröffentlichte Arbeiten befinden sich heute in der Bibliothek der Universität Daressalam und stellen ebenso wie seine Veröffentlichungen wichtige frühe Studien zur Geschichte und Kultur in Tanganyika dar.
Nach 1950 lebte Cory in Mwanza am Viktoriasee, und seine letzte Veröffentlichung ist der Geschichte des angrenzenden Bukoba-Distrikts gewidmet. Für seine Verdienste um die Kultur des Landes wurde er als Officer of the Order of the British Empire (OBE) ausgezeichnet.

## Literarische Rezeption
In Ernest Hemingways Reisebericht über seine Safari im Jahr 1934 in Tanganjika, Green Hills of Africa, erzählt Hemingway von einer Begegnung mit dem österreichischen Farmer „Kandisky“, der ihm sein Wissen über die lokalen Kulturen vermittelte und der im wirklichen Leben kein anderer als Hans Cory war.

## Ausgewählte Veröffentlichungen
als Hans Koritschoner:
- Ngoma Ya Sheitani. An East African Native Treatment for Psychical Disorder, The Journal of the Royal Anthropological Institute of Great Britain and Ireland, 66, 1936.
- Some East African Native Songs. Tanganyika Notes and Records 4: 51–64, 1937.

als Hans Cory:
- zusammen mit M. M. Hartnoll. Customary Law of the Haya Tribe, Tanganyika territory. London, 1945.
- The Ingredients of Magic Medicines. Africa: Journal of the International African Institute 19, 1, 1949
- Sikilizeni mashairi. Nairobi, 1950. (eigene Gedichte auf Swahili)
- The Ntemi; the traditional rites in connection with the burial, election, enthronement and magic powers of a Sukuma chief. London, Macmillan, 1951.
- Wall-paintings by Snake Charmers in Tanganyika. London, Faber and Faber 1953.[17]
- The indigenous political system of the Sukuma and proposals for political reform. Nairobi 1954.
- African figurines: their ceremonial use in puberty rites in Tanganyika. London, Faber and Faber 1956.
- History of the Bukoba district. Mwanza, 1959.